# Малый Сюрюнзяк
Малый Сюрюнзяк — река в Республике Башкортостан, протекает по Белорецкому району. Устье реки находится в 29 км по левому берегу реки Сюрюнзяк. Длина реки составляет 10 км.

## Данные водного реестра
По данным государственного водного реестра России относится к Камскому бассейновому округу, водохозяйственный участок реки — Сим от истока и до устья, речной подбассейн реки — Белая. Речной бассейн реки — Кама.
Код объекта в государственном водном реестре — 10010200612111100019508.